# Zoot Woman
Zoot Woman ist eine 1995 gegründete britische Band, die Synth Pop mit 1980er-Jahre-Reminiszenzen spielt.

## Geschichte
Die Band wurde 1995 ursprünglich von Adam Blake (* 1977) und Stuart Price als Instrumentalband gegründet, bevor 1999 Adam Blakes Bruder Johnny (* 1981) als Sänger zur Band stieß.
Beim Debütalbum Living in a Magazine handelt es sich um ein Konzeptalbum, das die Geschichte des Models Jessie erzählt und in Ansätzen die heutige Informationsüberfrachtung kritisiert. Mit diesem Album etablierten sich Zoot Woman in der Musikszene und wurden als die Vorreiter des Electroclashs gefeiert. Zwei Jahre später erfolgte die Veröffentlichung des selbstbetitelten Albums Zoot Woman. Mit ihren Liveauftritten erspielten sich Zoot Woman eine weltweite Fangemeinde.
Geschuldet der Arbeit an vielen Nebenprojekten und der Tätigkeit als Produzent unter anderem für Madonna, The Killers, Seal oder die Scissor Sisters ist Stuart Price seit 2005 bei Konzerten nur noch unregelmäßig dabei. Dafür unterstützte zunächst Beatrice Hatherley und von 2007 bis 2014 Jasmin O’Meara  Johnny und Adam Blake am Bass, den Synthies und beim Gesang.
Ende 2007 wurde We Won’t Break, die erste Single eines ursprünglich für 2008 angekündigten neuen Albums, als kostenloser Download im Internet samt zugehörigem Musikvideo (von Mirjam Baker und Michael Kren) veröffentlicht. Als zweite Single folgte im März 2008 der Titel Live In My Head. Beide Songs befinden sich auf dem dritten Album der Band. „Things Are What They Used to Be“ erschien am 21. August 2009 auf Snowhite Records aus Berlin, nach sechs Jahren Schaffens-, aber nicht Konzertpause.
Am 29. August 2014 wurde das vierte Studioalbum Star Climbing veröffentlicht. In der deutschen Medienlandschaft wird „Star Climbing“ sehr kontrovers besprochen. Die Zeit bedauert, dass auf dem neuen Album gar nichts mehr so clasht wie früher. „Gut gemacht, nicht gelacht, gute Nacht“ schließt die Spex ihr Rezension, die nicht positiv ausfällt. Das Feuilleton der Welt schreibt im Gegensatz dazu, dass man es hier mit einem brillanten Meisterwerk und dem vornehmsten Stück Pop des Jahres zu tun habe. motor.de kommt zu dem Schluss, dass Zoot Woman mit „Star Climbing“ zwar nach den Sternen des Electropop-Himmel greifen, es sich jedoch erst im Rückblick zeigen wird, ob sie einen abbekommen.
Am 16. Juni 2017 erschien das mittlerweile fünfte Album „Absence“ wieder auf Snowhite Records, das schon das 2009er Album „Things are what they used to be“ veröffentlicht hatte. „Absence“ enthält eine Kollaboration mit Kylie Minogue. Stuart Price hatte ihr Album „Aphrodite“ produziert.

## Diskografie

### Alben
- 2001 – Living in a Magazine
- 2003 – Zoot Woman
- 2009 – Things Are What They Used to Be
- 2014 – Star Climbing
- 2017 – Absence
- 2018 – Redesigned
- 2024 – Maxidrama

### Singles und EPs
- 1996 – Sweet to the Wind
- 1997 – Chasing Cities
- 2001 – Living in a Magazine
- 2001 – It’s Automatic
- 2001 – You & I
- 2003 – Grey Day
- 2004 – Gem
- 2004 – Taken It All
- 2007 – We Won’t Break (als kostenloser Download)
- 2008 – Live in My Head
- 2009 – We Won’t Break Remix EP
- 2009 – Saturation
- 2009 – Memory
- 2010 – More Than Ever
- 2010 – Just a Friend of Mine
- 2013 – The Stars Are Bright
- 2014 – Don’t Tear Yourself Apart
- 2019 – Where Is the Man